# Lignostone
Lignostone är ett trämaterial som uppfanns 1915 av Fritz Pfleumer. Det består av särskilt och komprimerat preparerat bokträ, som därigenom får en hårdhet flera gånger hårdare än exempelvis hickory. Under 1940-talet användes lignostone även i mindre utsträckning istället för stålkanter under slalomskidor. Andra användningsområden är gevärsstockar och höga klackar till damskor.